# Tam phản Ngũ phản
Chiến dịch Tam phản (1951) và Chiến dịch Ngũ phản (1952) (tiếng Trung: 三反五反; bính âm: sān fǎn wǔ fǎn) là phong trào cải cách được khởi xướng bởi Mao Trạch Đông sau khi Cộng hòa Nhân dân Trung Hoa được thành lập vài năm, chiến dịch là nỗ lực nhằm loại bỏ nạn tham nhũng và những mối nguy hại với đất nước khỏi thành phố. Kết quả là sau hai chiến dịch, quyền lực của Mao Trạch Đông được củng cố, các nhà tư sản và các đối thủ chính trị gần như bị loại bỏ, đặc biệt là giới tài phiệt.

## Chiến dịch Tam phản
Chiến dịch Tam phản được phát động ở Mãn Châu cuối năm 1951. Chiến dịch nhằm vào Đảng viên Đảng Cộng sản Trung Quốc, những người từng là Đảng viên Quốc Dân Đảng và các quan chức không phải là Đảng viên.
Chiến dịch Tam phản chống:
- tham nhũng (反贪污 phản tham ô)
- lãng phí  (反浪费 phản lãng phí)
- quan liêu (反官僚主义 phản quan liêu chủ nghĩa)[3]

## Chiến dịch Ngũ phản
Chiến dịch Ngũ phản được phát động tháng 1/1952. Chiến dịch được phát động nhằm vào giới tư sản. Đảng Cộng sản đưa ra những quy định khá chung chung về những người bị quy kết, và trở thành cuộc đấu tranh chống giai cấp tư sản toàn quốc. Đặng Tiểu Bình cảnh báo người dân "không nên bị mua chuộc bởi ý nghĩ của bọn tư sản".
Chiến dịch Ngũ phản chống:
- hối lộ (反行贿 phản hành hối)[2]
- trộm cắp tài sản nhà nước (反盗骗国家财产 phản đạo phiến quốc gia tài sản)
- trốn thuế (反偷税漏税 phản thâu thuế lậu thuế)
- lừa đảo với các hợp đồng của chính quyền (反偷工减料 phản thông công giảm liệu)
- ăn cắp thông tin kinh tế nhà nước (反盗窃国家经济情报 phản đạo thiết quốc gia kinh tế tình báo).

Ước tính khoảng 20.000 công chức và 6.000 người được đào tạo bắt đầu điều tra về các hoạt động kinh doanh của công dân. Các phương tiện truyền thông khuyến khích tuân thủ các chính sách của chính phủ. Có tới 15.000 người tuyên truyền được đào tạo để làm việc tại Thượng Hải cuối năm 1951.  Đến tháng 2/1952, các cuộc diễu hành chống chủ nghĩa tư bản đã tới tận cửa nhà của các lãnh đạo doanh nghiệp. Tạo sức ép khủng khiếp. Thượng Hải thành lập các cơ sở tiếp nhận thông tin chỉ trích từ nhân viên. Có đến 18.000 lá thư vào tuần đầu tiên trong tháng 2/1952, và 210.000 lá thư cuối tháng đầu tiên. Công chức đảng viên cũng tham gia cuộc chỉ trích. Một số công ty lớn tự nguyện thực hiện 1.000 lời thú tội mỗi ngày để bảo vệ mình khỏi chính quyền.  Ví dụ điển hình là chủ sở hữu công ty Đại Hoa, ban đầu đã tự thú kiếm được 50 triệu nhân dân tệ bất hợp pháp, sau đó bị nhân viên chỉ trích buộc phải thừa nhận 2 tỷ tệ.

## Kết quả
Các nạn nhân trong chiến dịch cảm thấy kinh hãi và bị làm nhục; một số bị xử tử, bị đưa tới các trại lao động. Mao Trạch Đông đã đánh giá "có lẽ chúng ta phải xử tử 10.000 đến vài chục nghìn kẻ tham ô trên toàn quốc thì mới giải quyết được vấn đề". Chiến dịch Tam phản đi kèm với những hành động tàn bạo hơn như tra tấn, đánh đập. Tất cả đều có tội do tự thú hoặc bị ép buộc nhận tội đã phải nộp phạt cho chính quyền. Chiến dịch cũng khiến hàng trăm vụ tự tử (trực tiếp hoặc gián tiếp).
Cuối cùng, Đảng Cộng sản tuyên bố không bảo vệ doanh nghiệp tư nhân nữa và các nhà tư bản ở Trung Quốc sẽ không được đối xử tốt hơn so với ở nước ngoài. Chiến tranh Triều Tiên nổ ra, tạo ra một số cơ hội tại miền Bắc Trung Quốc, tạo ra một số nhà tư bản mới, sau đó tiếp tục bị chính quyền truy quét. Các nhà tư bản đã buộc vay tiền từ chính quyền để nộp phạt cho chính quyền, tạo ra mô hình tài chính phức tạp. Một số chiến dịch tiếp tục diễn ra trong những năm tiếp theo.